# Манчестер-сквер

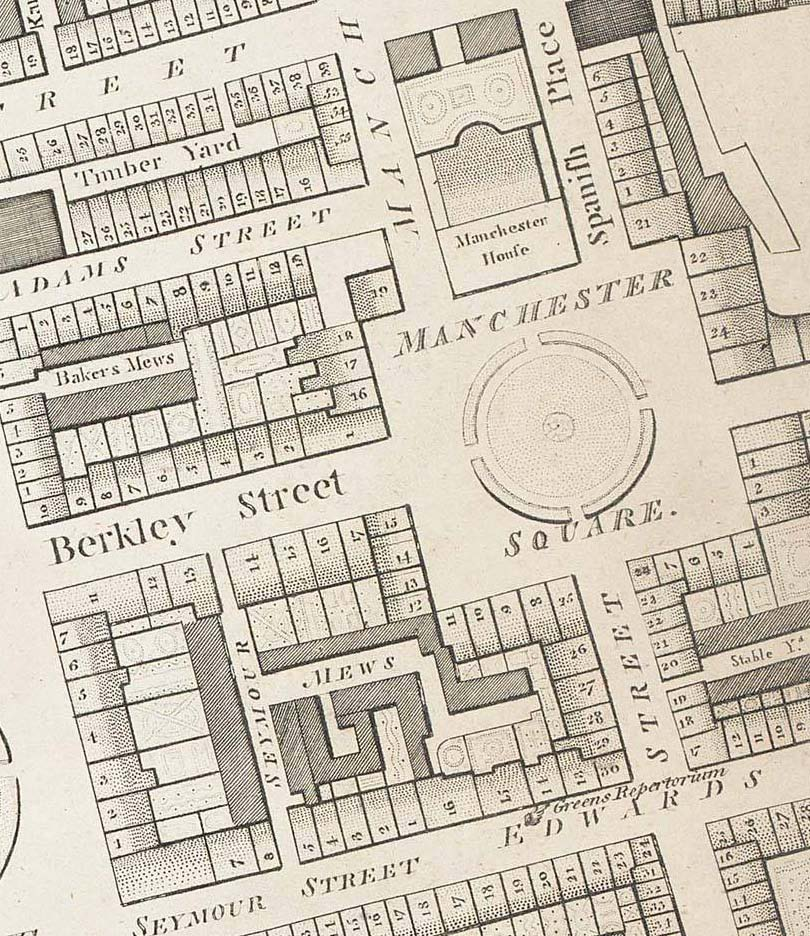
Манчестер-сквер в 1790-х роках

Манчестер-сквер (англ. Manchester Square) — площа зі сквером у лондонському кварталі Мерілебон, створена у XVIII столітті, в декількох хвилинах ходьби на північ від Оксфорд-стріт. Це одна з найменших, але таких, що добре збереглися, площ георгіанської архітектури у центрі Лондона (забудову розпочато у 1776 році). Центральну частину північної сторони площі займає особняк, відомий як Гертфорд-хаус (до 1872 року — Манчестер-хаус), що в ньому з 1897 року розміщено Зібрання Воллеса, велику музейну колекцію образотворчого та декоративно-ужиткового мистецтва. Особняк і площа розташовані на землях, що належали родині Портмен.